# Dünnschnabelmöwe

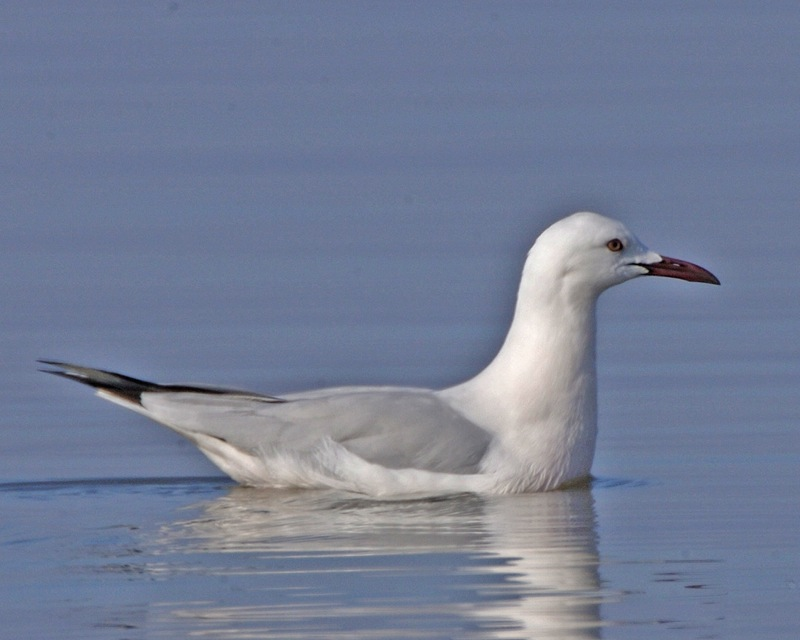
Schwimmende Dünnschnabelmöwe

Die Dünnschnabelmöwe (Chroicocephalus genei, Syn.: Larus genei) ist eine kleine Möwenart. Der wissenschaftliche Name gedenkt des italienischen Naturwissenschaftlers Giuseppe Gené. Wie die meisten Möwen ist sie sehr gesellig.
Die Dünnschnabelmöwe ist in Europa vor allem im Mittelmeergebiet beheimatet. Seit den 1990er Jahren werden jedoch auch in Mitteleuropa zunehmend Dünnschnabelmöwen beobachtet und es gibt Hinweise auf Übersommerungen. Dies ist vermutlich eine Folge einer Arealausweitung und Zunahme der Art in ihren mediterranen Brutgebieten bedingt.

## Merkmale
Die Dünnschnabelmöwe wird 39 bis 47 Zentimeter lang und erreicht eine maximale Flügelspannweite von 97 Zentimetern. Im Gegensatz zur Lachmöwe, der sie sehr ähnelt, hat sie keinen dunklen Kopf, sondern einen weißen. Hals, Unterkörper und Schwanz schimmern im Sommer leicht rosa, die Flügel und der Rücken sind grau. Die Handschwingen haben schwarze Enden und der Schwanz ist schwarz weiß gebändert. Der dünne zierliche Schnabel und die Füße sind rot.
Jungvögel haben eine graue Oberseite, eine weiße Unterseite und graue Flecken auf Scheitel und Genick. Der Schnabel ist gelborange, die Füße gelb. Die Spitze des weißen Schwanzes ist schwarz.
Dünnschnabelmöwen schwimmen mit langem, schräg vorgestreckten Kopf und leicht gesenktem Schnabel, wodurch sie deutlich von der Lachmöwe zu unterschieden sind.

## Verbreitung

Verbreitung der Dünnschnabelmöwe:
Brutgebiete
Ganzjähriges Vorkommen
Überwinterungsgebiete

Die Dünnschnabelmöwe lebt an der Südküste des Mittelmeeres, im Südwesten der Iberischen Halbinsel, in der Ägäis, am Roten Meer, am Persischen Golf, rund um das Schwarze Meer, rund um das Kaspische Meer, am Aralsee, in der Türkei, Iran, Belutschistan und Sindh. Die meisten Vögel ziehen während des Winters weiter in den Süden nach Nordafrika und Indien und manche auch nach Westeuropa.
Sie ist keine pelagische Spezies und wird selten auf dem offenen Meer weit von den Küsten entfernt gesehen. Zur Nahrungssuche sucht sie Schlammflächen und Marschland sowie auch Weiden und Grasland auf. Außerhalb der Brutzeit hält sie sich fast ausschließlich küstennah an Flachgewässern und Salzpfannen auf. Sie ist nur selten in Hafengebieten oder an Süßgewässern zu beobachten.

## Ernährung
Die Dünnschnabelmöwe ernährt sich überwiegend von kleinen Fischen. Daneben werden auch Insekten und verschiedene Krebstiere aufgenommen.

## Fortpflanzung

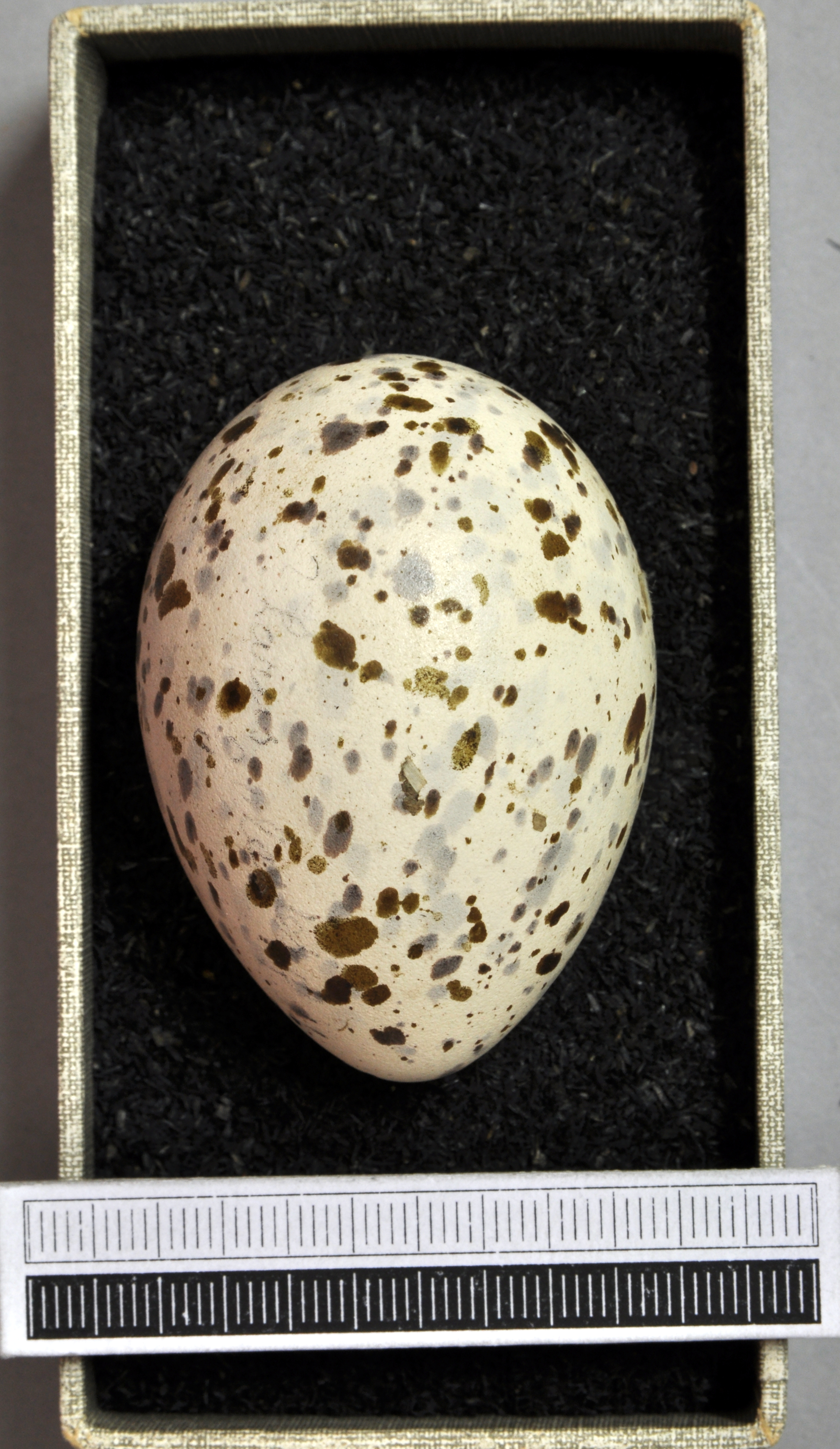
Ei, Sammlung Museum Wiesbaden

Zu ihren Brutplätzen zählen Lagunen, kleine Inseln in der Nähe der Küste und Salzseen.
Die Nestabstände betragen meist weniger als ein Meter, manchmal nur 20 cm. Die Dünnschnabelmöwe ist mit zwei Jahren geschlechtsreif. Sie ist ein Bodenbrüter und legt in einer Kolonie zwei bis drei Eier in ausgescharrte Sand- oder Lehmmulden.

## Bestand
Der europäische Brutbestand wird auf 37.000 bis 56.000 Brutpaare geschätzt. Die größten Populationen gab es zu Beginn des 21. Jahrhunderts in der Ukraine, wo etwa 25.000 bis 40.000 Brutpaare lebten, in Russland (2.000 bis 3.000 Brutpaare), Türkei (3.800 bis 5.500 Brutpaare) sowie Italien (3.900 Brutpaare).

## Belege

### Einzelbelege
1. ↑  Bauer et al., S. 588.
2. ↑  Bauer et al., S. 589.
3. ↑  Bauer et al., S. 589.
4. ↑  Bauer et al., S. 589.